# 拉维亚尼环礁
法迪波卢环礁，行政名称为拉維亞尼環礁（以第六个它拿字母命名），是馬爾代夫的行政環礁，由54個島嶼（其中僅5個有人居住）組成，人口為10660。
拉維亞尼環礁是行政環礁，僅為行政區劃，並不是自然環礁。一如其他行政環礁，這些名稱並不能精確地從地理或文化上劃分馬爾代夫。

## 外部連接
. 馬爾代夫官方.   [2016-12-31]. （原始内容存档于2014-05-16）.